# Camera dei rappresentanti (Antigua e Barbuda)
La Camera dei rappresentanti (in inglese House of Representatives) è la camera bassa del Parlamento di Antigua e Barbuda; è affiancata dal Senato, che costituisce la camera alta, e dal sovrano del Regno Unito, che è il capo di Stato di Antigua e Barbuda.

## Funzioni
Entrambe le camere possono presentare proposte di legge, ad eccezione di quelle finanziarie; la presentazione di queste ultime è consentita solo nella Camera dei rappresentanti.

## Composizione
La Camera è composta da 17 membri, eletti in collegi uninominali con il sistema maggioritario a turno unico per un mandato di cinque anni.
Qualora non siano già stati eletti nei collegi uninominali, il Procuratore generale e il Presidente della Camera dei rappresentanti sono automaticamente nominati membri della Camera, in aggiunta ai membri eletti.

## Elettorato
La Camera dei rappresentanti è eletta a suffragio universale e diretto. È considerato elettore attivo qualunque cittadino di Antigua e Barbuda o del Commonwealth delle nazioni che abbia compiuto i diciotto anni di età, risieda ad Antigua e Barbuda da almeno tre anni prima della data delle elezioni, e sia registrato come votante presso il collegio elettorale di residenza.
È eleggibile alla carica di membro della Camera dei rappresentanti qualunque cittadino che abbia raggiunto i ventuno anni di età, abbia vissuto ad Antigua e Barbuda da almeno dodici mesi prima della data delle elezioni, e comprenda l'inglese. La carica è incompatibile con quella di senatore.